# Брестовац (Бојник)
Брестовац је насеље у Србији у општини Бојник у Јабланичком округу. Према попису из 2022. било је 222 становника (према попису из 2002. било је 276 становника).
У Брестовцу се налази акумулациона брана и језеро капацитета 10 милиона кубних метара воде и постројење за прераду воде одакле се водом снабдевају околна насељена места.

## Демографија
У насељу Брестовац живи 224 пунолетна становника, а просечна старост становништва износи 47,3 година (44,2 код мушкараца и 50,3 код жена). У насељу има 114 домаћинстава, а просечан број чланова по домаћинству је 2,42.
Ово насеље је углавном насељено Србима (према попису из 2002. године), а у последња три пописа, примећен је пад у броју становника.
|  |

| Демографија | Демографија | Демографија |
| Година      | Становника  | Становника  |
| ----------- | ----------- | ----------- |
| 1948.       | 873         |             |
| 1953.       | 912         |             |
| 1961.       | 806         |             |
| 1971.       | 683         |             |
| 1981.       | 476         |             |
| 1991.       | 389         | 389         |
| 2002.       | 276         | 276         |
| 2011.       | 228         |             |

| Етнички састав према попису из 2002.‍ | Етнички састав према попису из 2002.‍ | Етнички састав према попису из 2002.‍ | Етнички састав према попису из 2002.‍ | Етнички састав према попису из 2002.‍ |
| ------------------------------------ | ------------------------------------ | ------------------------------------ | ------------------------------------ | ------------------------------------ |
|                                      |                                      |                                      |                                      |                                      |
| Срби                                 | Срби                                 |                                      | 200                                  | 72,46%                               |
| Роми                                 | Роми                                 |                                      | 76                                   | 27,53%                               |
| непознато                            | непознато                            |                                      | 0                                    | 0,0%                                 |

| Година пописа     | 1948. | 1953. | 1961. | 1971. | 1981. | 1991. | 2002. |
| ----------------- | ----- | ----- | ----- | ----- | ----- | ----- | ----- |
| Број домаћинстава | 156   | 160   | 178   | 182   | 162   | 144   | 114   |

| Број чланова      | 1  | 2  | 3 | 4  | 5 | 6 | 7 | 8 | 9 | 10 и више | Просек |
| ----------------- | -- | -- | - | -- | - | - | - | - | - | --------- | ------ |
| Број домаћинстава | 36 | 43 | 9 | 13 | 5 | 7 | 0 | 1 | 0 | 0         | 2,42   |

| Пол    | Укупно | Неожењен/Неудата | Ожењен/Удата | Удовац/Удовица | Разведен/Разведена | Непознато |
| ------ | ------ | ---------------- | ------------ | -------------- | ------------------ | --------- |
| Мушки  | 115    | 23               | 78           | 9              | 3                  | 2         |
| Женски | 117    | 10               | 77           | 28             | 2                  | 0         |
| УКУПНО | 232    | 33               | 155          | 37             | 5                  | 2         |

| Пол    | Укупно                    | Пољопривреда, лов и шумарство | Рибарство                            | Вађење руде и камена | Прерађивачка индустрија       |
| ------ | ------------------------- | ----------------------------- | ------------------------------------ | -------------------- | ----------------------------- |
| Мушки  | 42                        | 26                            | 0                                    | 0                    | 2                             |
| Женски | 22                        | 15                            | 0                                    | 0                    | 0                             |
| УКУПНО | 64                        | 41                            | 0                                    | 0                    | 2                             |
| Пол    | Производња и снабдевање   | Грађевинарство                | Трговина                             | Хотели и ресторани   | Саобраћај, складиштење и везе |
| Мушки  | 0                         | 5                             | 2                                    | 0                    | 3                             |
| Женски | 0                         | 0                             | 4                                    | 0                    | 0                             |
| УКУПНО | 0                         | 5                             | 6                                    | 0                    | 3                             |
| Пол    | Финансијско посредовање   | Некретнине                    | Државна управа и одбрана             | Образовање           | Здравствени и социјални рад   |
| Мушки  | 0                         | 0                             | 4                                    | 0                    | 0                             |
| Женски | 0                         | 0                             | 0                                    | 2                    | 1                             |
| УКУПНО | 0                         | 0                             | 4                                    | 2                    | 1                             |
| Пол    | Остале услужне активности | Приватна домаћинства          | Екстериторијалне организације и тела | Непознато            | Непознато                     |
| Мушки  | 0                         | 0                             | 0                                    | 0                    | 0                             |
| Женски | 0                         | 0                             | 0                                    | 0                    | 0                             |
| УКУПНО | 0                         | 0                             | 0                                    | 0                    | 0                             |